# Coliseum Alfonso Pérez
Coliseum Alfonso Pérez je městem vlastněný fotbalový stadion v Getafe ve Španělsku. Je domácím hřištěm klubu Getafe CF.

## Název
Stadion byl pojmenován Coliseum Alfonso Pérez na počest španělského fotbalového reprezentanta Alfonso Péreze, který se v Getafe narodil a vyrůstal, za klub ale nikdy nehrál. Jeho jméno bylo vypuštěno z názvu poté, co v interview pronesl několik pohrdlivých poznámek o fotbalistkách.

## Externí odkazy

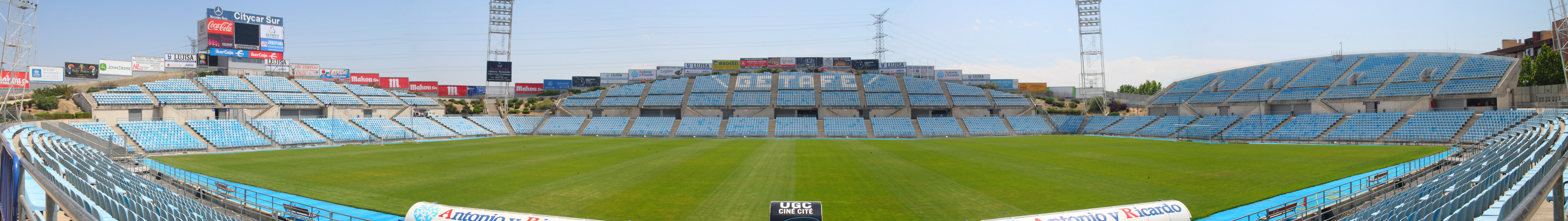
Panoramatický pohled ze západní tribuny